# Zdravko Ceraj
Zdravko Ceraj (Stara Rača, Bjelovar, 4. listopada 1920. − 6. listopada 2011.) je hrvatski atletičar i planinar, po struci zubotehničar. Osvajač je srebrne medalje na Mediteranskim igrama u Aleksandriji 1951. godine.
Bio je član Hrvatskog planinarskog društva od 1935., planinarski dužnosnik i dugogodišnji predsjednik Planinarskog saveza Zagreba.
Od 1945. prešao je u atletiku u kojoj je ostao do 1960. godine. U tome je razdoblju bio vlasnik svih hrvatskih i jugoslavenskih rekorda u trčanju na stazama od 800 do 5000 metara. Hrvatski rekorder i savezni (na razini Jugoslavije) bio je 26 puta. Za jugoslavensku je reprezentaciju nastupio 30 puta. Sudionik OI 1952. u Helsinkiju na dionici 5000 m.
Dio je velike skupine športaša Hrvata, ondosno športaša iz Hrvatske koji su športsku karijeru poslije drugog svjetskog rata nastavili u Srbiji, u Beogradu. Po sovjetskom uzoru, atletičari su u vojnom ili milicijskom klubu iz glavnog grada imali neusporedivo bolje uvjete. Tako je u Partizanu bilo takvih uvjeta i brojni su športaši iz Hrvatske završili u Beogradu. Tako se našao u društvu Ivana Gubijana, Zvonka Sabolovića, Nede Farčića, Drage Štritofa, Andrije Ottenheimera, Petra Šegedina, Franje Mihalića, Borisa Brnada, Kreše Račića, Ivice Karasija (svi u Partizanu) te Diane Sakač Ištvanović, Dane Korice i Dunje Jutronić (Crvena zvezda).

## Nagrade i priznanja
Dobio je brojna visoka športska i državna priznanja.